# Jimmy Prentice

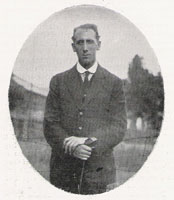

Jimmy A. W. Prentice was een amateurgolfer uit Schotland. Hij emigreerde naar Zuid-Afrika en overleed tijdens de Eerste Wereldoorlog.
Jimmy Prentice is een van de drie Zuid-Afrikaanse amateur golfers die is opgenomen in de Southern Africa Golf Hall of Fame Deze werd in 2009 in het Museum of Golf geopend. De andere twee zijn Douglas Proudfoot en Reg Taylor.
In 1892 deed hij mee aan een golfdemonstratie tijdens de Wereldtentoonstelling in Kaapstad. Er werd een matchplay-toernooi gespeeld met spelers uit Kaapstad, Port Elizabeth en Kimberley.
In 1913 won Prentice zowel het ZA Amateur als het Zuid-Afrikaans Open.
In zijn testament liet Prentice als dank voor de gastvrijheid van zijn nieuwe vaderland geld na om trofeeën te kopen en daarmee de golfsport bij de jeugd te stimuleren.

## Gewonnen
Onder meer:
- 1908: Zuid-Afrikaans Amateur Kampioenschap op Port Elizabeth
- 1909: Zuid-Afrikaans Amateur Kampioenschap op Potchefstroom
- 1911: Zuid-Afrikaans Amateur Kampioenschap op Royal Cape
- 1913: Zuid-Afrikaans Amateur Kampioenschap op Kimberley, Zuid-Afrikaans Open.

## Teams
- S.A. Inter-Centre P.E. Team 1906 op East London, 1907, 1908, 1911, 1913
- Inter-Club Foursomes P.E.G.C. 1906, 1907, 1908, 1909, 1910, 1911, 1912, 1914, 1915